# 有目標了
《有目標了》（：／），為韓國MBC於2021年5月19日起播出的水木連續劇，由《Welcome 2 Life》的沈素妍導演與柳率雅編劇合作打造。此劇為2020年MBC劇本公募得獎作品，講述一個認為一生都過著不幸生活的女孩，夢想著向那些讓自己的生活變得不幸的人報仇的故事。

台灣由friDay影音5/20起，每週四、五播出。

## 演員陣容

### 主要人物
| 演員   | 角色   | 介紹 |
| 金歡熙 | 李素賢 | 幸福炸雞店兼職生，從未有過幸福的記憶。在高中1年級時，她因偶然的事件從學校退學後，對未來沒有期待和希望，之後玩手機度日。她一輩子都不知道自己有多不幸，直至一直以為死了的爸爸出現在她眼前時，她就想起了一切。之後，她決定要報仇，成為她19年來的第一個目標。 |
| 柳秀榮 | 李在英 | 幸福炸雞店老闆，性格親切，心地善良，在區內也很有人緣。他聘用了與奶奶單獨生活的允浩任炸雞外賣員，亦與允浩奶奶的看護人福熙是戀人關係，對某一天突然出現在眼前的兼職生素賢也非常好。                                                                          |
| 金度勳 | 趙允浩 | 幸福炸雞店外賣兼職生，在高中退學後獨自撫養患有癡呆症的老奶奶，靠外賣打工維持生計。3年前，他失去了父母，在搬到的村裏遇到了在英，之後像一家人一樣依靠著他生活。雖然環境艱苦，但默默地努力走上正道。他不知道接近自己的素賢的意圖，對素賢產生了好感。         |
| 李英珍 | 金有美 | 素賢的媽媽，依賴酒精，對女兒漠不關心的媽媽。雖然獨自撫養女兒，但她對女兒漠不關心。她為了忘記痛苦的現實而喝的酒，現在已經到了連自己都承受不了的程度。直到有一天在女兒消失後，才意識到人生是錯誤的。                                                        |

### 素賢周邊人物
| 演員   | 角色 | 介紹 |
| 金怡景 | 熙珍 | 素賢唯一的朋友，將素賢偷來的手機格式化後出售的年輕女子，與素賢變得親近，並對犯這種罪行沒有太大的負罪感。雖然與素賢是從徹底做生意開始的關係，但內心卻很同情素賢。 |

### 允浩周邊人物
| 演員   | 角色   | 介紹                                                                                             |
| 李珍熙 | 金福熙 | 照顧允浩奶奶的療養保護師，獨自撫養女兒生活，是一個對誰都不會輕易露出累容的大人。                 |
| 朴勝泰 | 惠順   | 允浩的奶奶，患有癡呆症，在福熙的照顧下生活。她把允浩錯誤當作兒子，對緊挨在允浩身邊的素賢很警惕。 |
| 李施優 | 春植   | 村裏的混混高中生，以折磨弱小的人為樂，亦勒索錢財，是流氓高中生的典範。                           |

## 收視率
| 集數       | 集數       | 播出日期   | AGB收視率        | AGB收視率 |
| 集數       | 集數       | 播出日期   | 大韓民國（全國） |           |
| ---------- | ---------- | ---------- | ---------------- | --------- |
| 1          | 1部        | 2021/05/19 | 2.7%             |           |
| 1          | 2部        | 2021/05/19 | 2.8%             |           |
| 2          | 1部        | 2021/05/20 | 2.1%             |           |
| 2          | 2部        | 2021/05/20 | 2.3%             |           |
| 3          | 1部        | 2021/05/26 | 2.0%             |           |
| 3          | 2部        | 2021/05/26 | 2.0%             |           |
| 4          | 1部        | 2021/05/27 | 1.4%             |           |
| 4          | 2部        | 2021/05/27 | 2.4%             |           |
| 平均收視率 | 平均收視率 | 平均收視率 | 2.21%            |           |

- 收視最低的集數以藍色表示，收視最高的集數以紅色表示，而空格則表示該集的收視沒有相關數據。

## 同時段競爭作品
- KBS 水木連續劇：《大發不動產》
- JTBC 水木迷你連續劇：《Law School》

## 提名及獲獎列表
| 年度   | 頒獎典禮    | 獎項                      | 入圍者 | 結果 |
| 2021年 | MBC演技大獎 | 短篇劇部門 男子優秀演技獎 | 金道勳 | 提名 |
| 2021年 | MBC演技大獎 | 短篇劇部門 女子優秀演技獎 | 金歡熙 | 獲獎 |
| 2021年 | MBC演技大獎 | 男子新人獎                | 金道勳 | 提名 |

## 外部連結
- 韓國MBC官方網站
- 韓國MBC官方網站（中文）
- Daum上《有目標了》的資料
- NAVER上《有目標了》的資料

| MBC 水木劇                                  | MBC 水木劇                                | MBC 水木劇 |
| ------------------------------------------- | ----------------------------------------- | ---------- |
|                                             | （2021年5月19日－2021年5月27日）          |            |
| Oh！珠仁君 （2021年3月24日－2021年5月13日） | 直到瘋狂 （2021年6月23日－2021年8月26日） |            |

| 新加坡 马来西亚 Oh!K 星期四、五 19:40 - 21:00 | 新加坡 马来西亚 Oh!K 星期四、五 19:40 - 21:00 | 新加坡 马来西亚 Oh!K 星期四、五 19:40 - 21:00 |
| --------------------------------------------- | --------------------------------------------- | --------------------------------------------- |
|                                               | 有目標了 （2021年5月20日－2021年5月28日）     |                                               |
| 宁死不输 （2021年3月9日－2021年4月7日）       | 要是没疯的话 （2021年6月24日－2021年8月27日） |                                               |